# قائمة أرقام وإحصاءات نادي ليفربول
نادي ليفربول لكرة القدم هو ناد كرة قدم إنجليزي في ليفربول، مرزيسايد، يلعب حالياً في البريميرليغ. يلعب النادي في ملعب أنفيلد منذ تأسيسه سنة 1892، وانضم إلى دوري كرة القدم في 1894، وكان أحد المؤسسين للبريميرليغ في 1992.
تشمل هذه القائمة ألقاب نادي ليفربول، وأرقامه ولاعبيه ومدربيه. قسم إحصاءات اللاعبين يشمل هدّافي النادي والأكثر ظهوراً مع الفريق الأول. ويذكر أيضاً إنجازات لاعبي ليفربول على الصعيد الدولي، وأعلى أرقام الانتقالات. تشمل القائمة أيضاً أرقام الحضور الجماهيري في الأنفيلد.
فاز نادي ليفربول بعشرين لقب دوري، وهو أكثر نادي إنجليزي تحقيقاً للكأس الأوروبية بستة مرات. أكثر من لعب مع النادي هو إيان كالاهان إذ لَعب 857 مباراةً بين عامي 1958 و1978. إيان راش هو الهداف التاريخي للنادي بـ346 هدفًا.

## البطولات
| البطولة                                            | لعدد         | السنوات |
| بطولات محلية                                       | بطولات محلية | بطولات محلية |
| -------------------------------------------------- | ------------ | --- |
| الدوري الإنجليزي (دوري الدرجة الأولى والبريميرليغ) | 20           | 1900–01, 1905–06, 1921–22, 1922–23, 1946–47, 1963–64, 1965–66, 1972–73, 1975–76, 1976–77, 1978–79, 1979–80, 1981–82, 1982–83, 1983–84, 1985–86, 1987–88, 1989–90, 2019–20, 2024–25 |
| دوري الدرجة الثانية                                | 4            | 1893–94, 1895–96, 1904–05, 1961–62 |
| دوري لانكشر                                        | 1            | 1892–93 |
| كأس الاتحاد الإنجليزي                              | 8            | 1965, 1974, 1986, 1989, 1992, 2001, 2006, 2022 |
| كأس الرابطة الأنجليزية                             | 10           | 1981, 1982, 1983, 1984, 1995, 2001, 2003, 2012, 2022, 2024 |
| الدرع الخيرية                                      | 16           | 1964*, 1965*, 1966, 1974, 1976, 1977*, 1979, 1980, 1982, 1986*, 1988, 1989, 1990*, 2001, 2006, 2022                                                                                |
| كأس السوبر                                         | 1            | 1985–86 |
| بطولات قارية                                       |              | |
| دوري أبطال أوروبا                                  | 6            | 2019 ,1977, 1978, 1981, 1984, 2005 |
| كأس الاتحاد الأوروبي                               | 3            | 1973, 1976, 2001 |
| كأس السوبر الأوروبي                                | 4            | 1977, 2001, 2005, 2019 |
| كأس العالم للأندية                                 | 1            | 2019 |

*إشارة للألقاب المشتركة

## إحصاءات اللاعبين

### الظهور
- أكبر عدد مباريات في كل البطولات: إيان كالاهان، 857.[1]
- أكبر عدد مباريات في الدوري: إيان كالاهان، 640.[1]
- أكبر عدد مباريات في كأس الاتحاد الإنجليزي: إيان كالاهان، 79.[1]
- أكبر عدد مباريات في كأس الرابطة الإنجليزية: إيان راش، 78.[1]
- أكبر عدد مباريات قارية: جيمي كاراغر، 150.[1][2]
- أصغر لاعب في الفريق الأول: جيروم سنكلير، 16 سنة و6 أيام (ضد ويست بروميتش ألبيون في 26 سبتمبر 2012).[1]
- أكبر لاعب في الفريق الأول: نيد دويغ، 41 عامًا و165 يوما (ضد نيوكاسل يونايتد في 11 أبريل 1908).[1]
- أكبر لاعب في أول ظهور له: نيد دويغ، 37 عامًا و307 يوما (ضد بيرتون يونايتد 1 أيلول 1904).[1]
- أكبر عدد مباريات متتالية: فيل نيل، 417 (من 23 أكتوبر 1976 حتى 24 سبتمبر 1983).[1]
- أكبر عدد مواسم من لعب كل دقيقة في كل مباريات الدوري والكؤوس: فيل نيل، 9 (من 1976-77 حتى 1983-84).[1]
- أطول فترة لعب للفريق: إليشا سكوت، 21 عامًا و52 يوما (من 1913 حتى 1934).[1]

### الأكثر لعباً
فقط المباريات الرسمية، الأرقام بين القوسين تشير إلى اللعب كبديل.
| #  | الإسم         | السنوات             | الدوري[C] | كأس الاتحاد الإنجليزي | كأس الرابطة الإنجليزية | أخرى[D]  | المجموع  |
| -- | ------------- | ------------------- | --------- | --------------------- | ---------------------- | -------- | -------- |
| 1  | إيان كالاهان  | 1960–1978           | 640 (4)   | 79 (2)                | 42 (7)                 | 96 (1)   | 857 (14) |
| 2  | جيمي كاراغر   | 1996–2013           | 508 (24)  | 40 (1)                | 35 (7)                 | 152 (3)  | 737 (35) |
| 3  | ستيفين جيرارد | 1998–2015           | 504 (39)  | 42 (5)                | 30 (5)                 | 134 (14) | 710 (63) |
| 4  | راي كليمينس   | 1967–1981           | 470 (0)   | 54 (0)                | 55 (0)                 | 86 (0)   | 665 (0)  |
| 4  | إيملين هيوز   | 1967–1979           | 474 (0)   | 62 (0)                | 46 (0)                 | 83 (0)   | 665 (0)  |
| 6  | إيان راش      | 1980–1987 1988–1996 | 469 (22)  | 61 (5)                | 78 (0)                 | 45 (3)   | 660 (30) |
| 7  | فيل نيل       | 1974–1985           | 455 (2)   | 45 (0)                | 66 (0)                 | 81 (0)   | 650 (2)  |
| 8  | تومي سميث     | 1962–1978           | 467 (0)   | 52 (0)                | 30 (0)                 | 89 (1)   | 638 (1)  |
| 9  | بروس جروبيلار | 1980–1994           | 440 (0)   | 62 (0)                | 70 (0)                 | 46 (0)   | 628 (0)  |
| 10 | آلن هانسن     | 1977–1991           | 434 (0)   | 58 (1)                | 68 (0)                 | 53 (1)   | 620 (2)  |

آخر تحديث 14 مايو 2014

### الهدافون

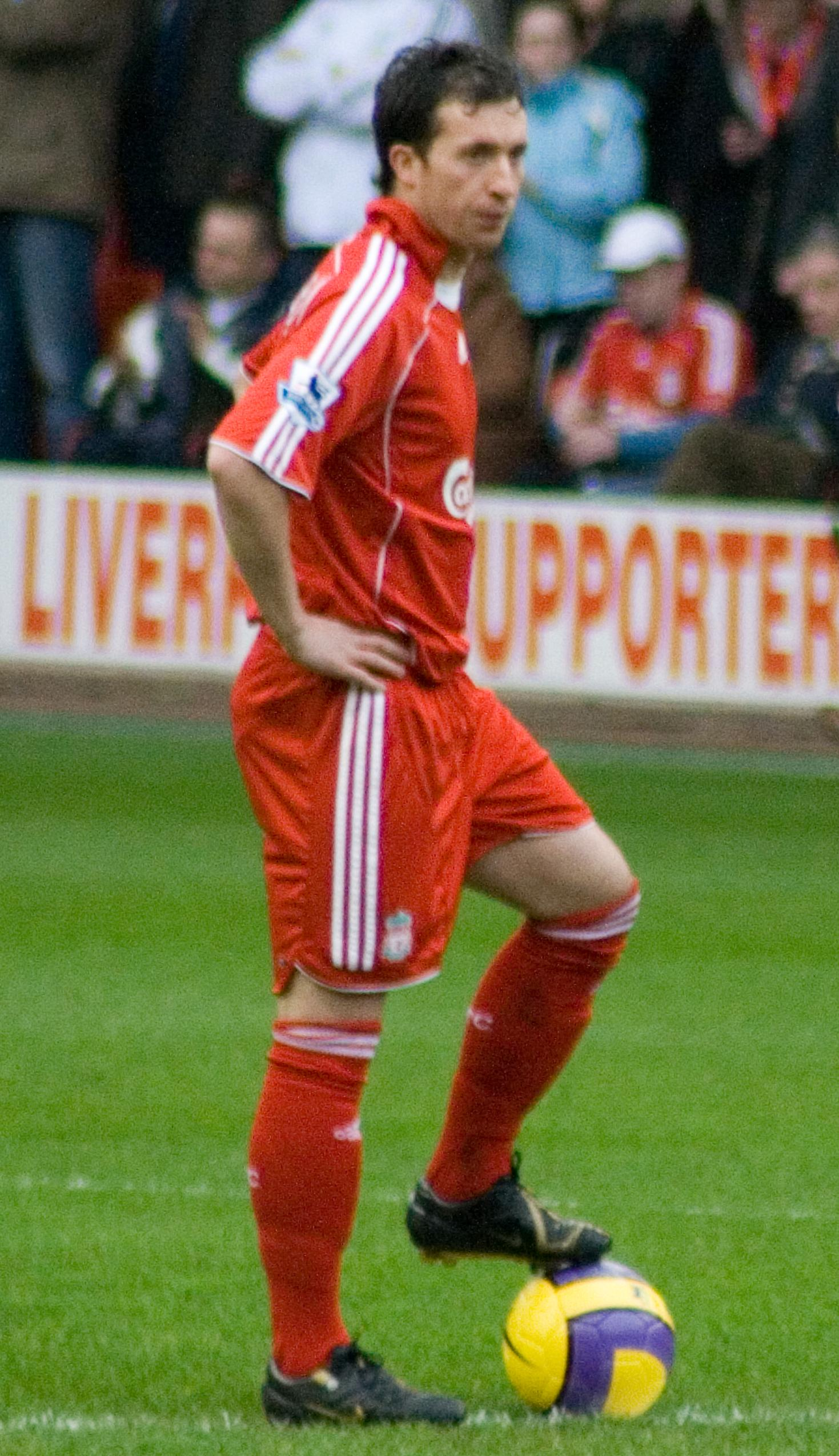
روبي فاولر، سجل أسرع هاتريك في تاريخ ليفربول

- أكبر عدد أهداف في كل البطولات: إيان راش، 346.[5]
- أكبر عدد أهداف في الدوري: روجر هنت، 245.[5]
- أكبر عدد أهداف في كأس الاتحاد الإنجليزي: إيان راش، 39.[5]
- أكبر عدد أهداف في كأس الرابطة الإنجليزية: إيان راش، 48.[5]
- أكبر عدد أهداف قارية: ستيفين جيرارد ومحمد صلاح، 41.[5]
- أكبر عدد أهداف في موسم واحد: إيان راش، 47 (خلال موسم 1983–84).[6]
- أكبر عدد أهداف في أول موسم مع النادي: محمد صلاح، 44 هدف (خلال موسم 2017-18).[7]
- أكبر عدد أهداف في الدوري في موسم واحد: روجر هنت، 41 (خلال موسم 1961–62).[8]
- أكبر عدد أهداف في الدوري في موسم واحد في عهد البريميرليغ: محمد صلاح، 44 هدف (خلال موسم 2017-18).[9]
- أكبر عدد أهداف دوري في الدرجة الأعلى: 32 هدف، محمد صلاح في موسم 2017-18، وآيان راش في موسم 1983–84.
- أكبر عدد أهداف قارية في موسم واحد: محمد صلاح وروبيرتو فيرمينو، 11 هدف (خلال موسم 2017-18).[10]
- أكبر عدد مباريات دوري يُسجل فيها في موسم واحد: محمد صلاح، 34 مباراة (خلال موسم 2017-18).
- أكبر عدد هاتريك في موسم واحد: روجر هنت، 5 (خلال موسم 1961–62).[5]
- أكبر عدد هاتريك: جوردون هودجسون، 17.[5]
- أسرع هاتريك: روبي فاولر، 4 دقائق و33 ثانية (ضد آرسنال في 28 أغسطس 1994).[5]
- البديل الأكثر تسجيلاً: ديفيد فيركلوف، 18.[5]
- الأكثر تسجيلاً لركلات الجزاء: ستيفين جيرارد، 47.[5]
- أكبر عدد مباريات بدون تسجيل -غير الحراس-: افرايم لونغويرث، 371.[5]
- اصغر هداف: بن وودبورن، 17 سنة و45 يوم (ضد ليدز يونايتد في 29 نوفمبر 2016).[5][11]
- أكبر هداف: بيلي ليدل، 38 سنة و55 يوم (ضد ستوك سيتي في 5 مارس 1960).[5]

### الأكثر تهديفاً
المباريات الرسمية فقط. بين القوسين عدد المباريات (متضمنة المباريات كبديل).

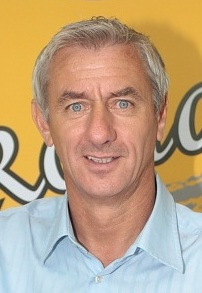
إيان راش، الهداف التاريخي للنادي

| #. | الإسم         | السنوات             | دوري[C]   | كأس الاتحاد الإنجليزي | كأس الرابطة الإنجليزية | أخرى[D] | المجموع   |
| -- | ------------- | ------------------- | --------- | --------------------- | ---------------------- | ------- | --------- |
| 1  | إيان راش      | 1980–1987 1988–1996 | 229 (469) | 39 (61)               | 48 (78)                | 23 (45) | 346 (660) |
| 2  | روجر هنت      | 1958–1969           | 245 (404) | 18 (44)               | 5 (10)                 | 18 (34) | 286 (492) |
| 3  | محمد صلاح     | 2017–2025           | 184 (288) | 6 (12)                | 4 (11)                 | 51 (90) | 245 (401) |
| 4  | غوردون هودسون | 1925–1936           | 233 (358) | 8 (19)                | 0 (0)                  | 0 (0)   | 241 (377) |
| 5  | بيلي ليدل     | 1938–1961           | 215 (492) | 13 (42)               | 0 (0)                  | 0 (0)   | 228 (534) |
| 6  | ستيفين جيرارد | 1998–2015           | 120 (503) | 15 (40)               | 9 (28)                 | 42(132) | 186 (710) |
| 7  | روبي فاولر    | 1993–2001 2006–2007 | 128 (266) | 12 (24)               | 29 (35)                | 14 (44) | 183 (369) |
| 8  | كيني دالغليش  | 1977–1990           | 118 (355) | 13 (37)               | 27 (59)                | 12 (58) | 172 (515) |
| 9  | مايكل أوين    | 1996–2004           | 118 (216) | 8 (15)                | 9 (14)                 | 23 (52) | 158 (297) |
| 10 | هاري تشامبرز  | 1915–1928           | 135 (315) | 16 (28)               | 0 (0)                  | 0 (1)   | 151 (339) |

### دولياً

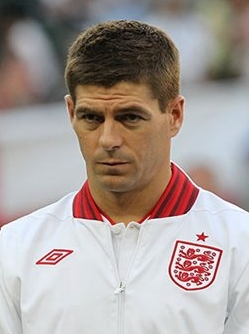
ستيفين جيرارد مع المنتخب الإنجليزي

- أول لاعب دولي: فرانك بيكتون، لمنتخب إنجلترا في 29 مارس 1897.[14]
- أكبر عدد مباريات دولية وفي فترة لعبه لليفربول: ستيفين جيرارد، 114 مباراة بمنتخب إنجلترا.[15]
- أكبر عدد أهداف دولية في فترة لعبه لليفربول:[15]
  - مايكل أوين: 26 هدف لمنتخب إنجلترا.
  - إيان راش: 26 هدف لمنتخب ويلز.

#### كأس العالم
- أول لاعب من ليفربول يلعب قي كأس العالم: لوري هيوز لمنتخب إنجلترا في 1950.[16]
- أكبر عدد مباريات في كأس العالم في فترة لعبه لليفربول: 15 مباراة، ستيفين جيرارد لمنتخب إنجلترا في 2006 و2010 و2014.
- أكبر عدد أهداف في كأس العالم في فترة لعبه لليفربول: مايكل أوين، 4 أهداف لمنتخب إنجلترا في 1998 و2002.[15]
- أول لاعبين من ليفربول يفوزون بكأس العالم: روجر هنت وايان كالاهان وجيري بيرن، في 1966 مع منتخب إنجلترا.[15]
- أول لاعب غير إنجليزي بلعب في نهائي كأس العالم: ديتمار هامان مع منتخب ألمانيا 2002.[15]
- أول لاعبين غير إنجليز يفوزون بكأس العالم: فرناندو توريس وبيبي رينا في 2010.[16]

## الانتقالات
من أجل التناسق، القيم المسجلة في الجداول تعتمد على تقارير بي بي سي سبوتس. في حال ذكر التقرير قيمة أولية مع احتمالية الزيادة في المستقبل عند تحقق أحد الشروط، تسجل القيمة الأولية فقط.

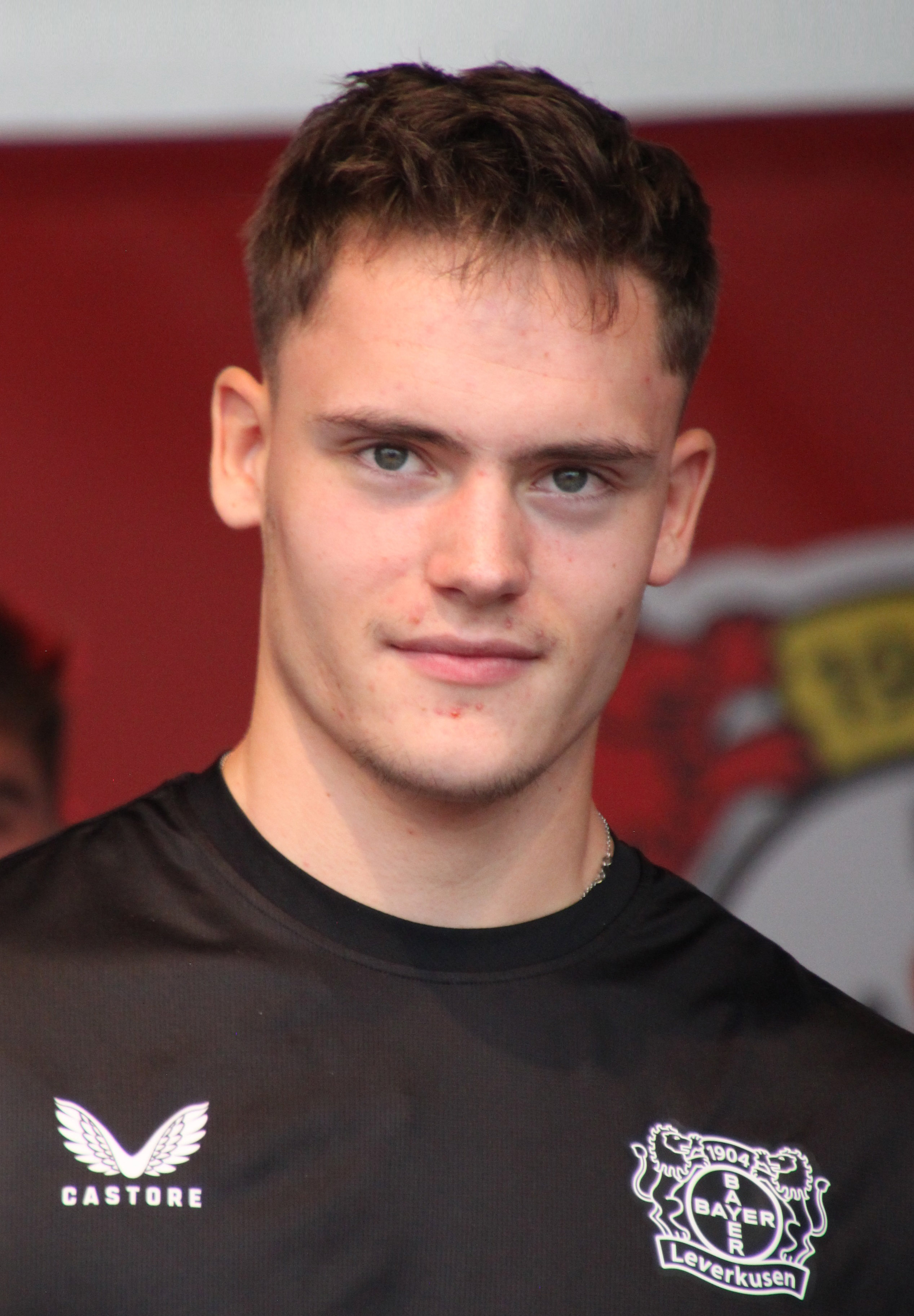
فلوريان فيرتز هو أغلى صفقة في تاريخ ليفربول.

### أعلى صفقات الشراء
| # | اسم اللاعب       | قادم من            | القيمة      | التاريخ       | مصدر   |
| - | ---------------- | ------------------ | ----------- | ------------- | ------ |
| 1 | فلوريان فيرتز    | باير 04 ليفركوزن   | £116 مليون  | 21 يونيو 2025 | [ 17 ] |
| 2 | فيرجيل فان ديك   | ساوثهامبتون        | £75 مليون   | 1 يناير 2018  | [ 18 ] |
| 3 | هوغو إيكيتيكي    | آينتراخت فرانكفورت | £69 مليون   | 23 يوليو 2025 | [ 19 ] |
| 4 | أليسون           | روما               | £66.8 مليون | 19 يوليو 2018 | [ 20 ] |
| 5 | داروين نونيز     | بنفيكا             | £64 مليون   | 14 يونيو 2022 | [ 21 ] |
| 6 | دومينيك سوبوسلاي | آر بي لايبزيغ      | £60 مليون   | 2 يوليو 2023  | [ 22 ] |

### أعلى صفقات البيع

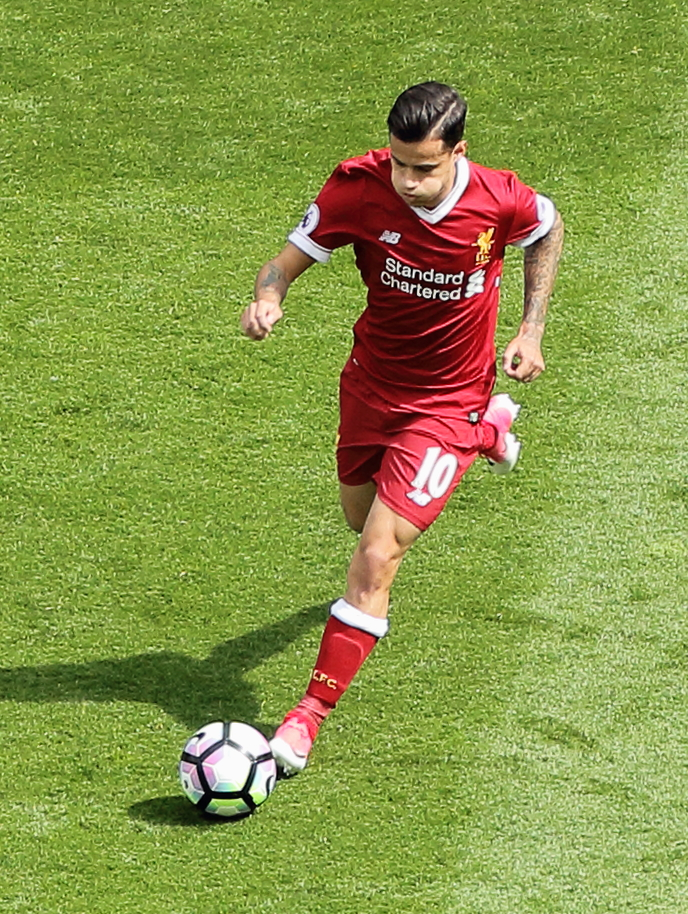
فيليبي كوتينيو

| #  | اسم اللاعب     | إلى           | القيمة      | التاريخ       | المصدر |
| -- | -------------- | ------------- | ----------- | ------------- | ------ |
| 1  | فيليبي كوتينيو | برشلونة       | £145 مليون  | 6 يناير 2018  | [ 23 ] |
| 2  | لويس سواريز    | برشلونة       | £75 مليون   | 11 يوليو 2014 | [ 24 ] |
| 3  | لويس دياز      | بايرن ميونخ   | £65.5 مليون | 30 يوليو 2025 | [ 25 ] |
| 4  | فرناندو توريس  | تشيلسي        | £50 مليون   | 31 يناير 2011 | [ 26 ] |
| 5  | رحيم سترلينغ   | مانشستر سيتي  | £49 مليون   | 20 يوليو 2015 | [ 27 ] |
| 6  | داروين نونيز   | الهلال        | £46 مليون   | 9 أغسطس 2025  | [ 28 ] |
| 7  | فابينيو        | الاتحاد       | £40 مليون   | 31 يوليو 2023 | [ 29 ] |
| 8  | جاريل كوانساه  | باير ليفركوزن | £35 مليون   | 2 يوليو 2025  | [ 30 ] |
| 9  | تشابي ألونسو   | ريال مدريد    | £30 مليون   | 5 أغسطس 2009  | [ 31 ] |
| 10 | ساديو ماني     | بايرن ميونخ   | £27.5 مليون | 22 يونيو 2022 | [ 32 ] |

## أرقام تدريبية

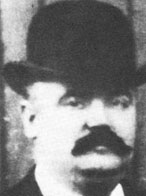
توم واتسون، صاحب أطول مدة تدريب

- أول مدربين: ويليام باركلاي وجون ماككينا، من 15 فبراير 1892 حتى 16 أغسطس 1896.[33]
- أطول مدة تدريب: توم واتسون، من 17 أغسطس 1896 حتى 6 مايو 1915 (18 عامًا و262 يوما).[1]
- أكبر عدد مباريات: بيل شانكلي، 783 مباراة (من ديسمبر 1959 حتى يوليو 1974، 14 سنة).[1]
- الأكثر فوزاً: بيل شانكلي (408 فوز من 783 مباراة).[34]
- أعلى نسبة فوز: كيني دالغليش في فترته التدريبية الأولى[G] (60.91% من 307 مباراة).[34]

## إحصاءات النادي

### المباريات

#### أولى المباريات
- أول مباراة: ليفربول 7-1 روثرهام تاون، مباراة ودية في 1 سبتمبر 1892.[35]
- أول مباراة دوري لانكشر: ليفربول 15–0 هاير والتون في 3 سبتمبر 1892.[35]
- أول مباراة دوري: ليفربول 2–0 ميدلسبره أيرونوبوليس في الدرجة الثانية في 2 سبتمبر 1893.[35]
- أول مباراة في كأس الاتحاد الإنجليزي: ليفربول 4–0 نانتويتش تاون في 15 أكتوبر 1892.[35]
- أول مباراة في كأس الرابطة الإنجليزية: ليفربول 1-1 لوتون تاون في 19 أكتوبر 1960.[35]
- أول مباراة أوروبية: ليفربول 5–0 كي آر ريكيافيك في الدور الأول لكأس أوروبا في 17 أغسطس 1964.[35]

#### فوز
- أكبر فوز: 11–0 ضد نادي سترومسغودست في كأس الكؤوس الأوروبية في 17 سبتمبر 1974.[35]
- أكبر فوز في الدوري: 10-1 ضد مدينة روثرهام توان في الدرجة الثانية في 18 فبراير 1896.[35]
- أكبر فوز في كأس الاتحاد الإنجليزي: 9–0 ضد نيوتاون في 29 أكتوبر 1892.[35]
- أكبر فوز في كأس الرابطة الإنجليزية: 10–0 ضد فولهام في 23 سبتمبر 1986.[35]
- أكبر عدد انتصارات في موسم واحد: 30 انتصار في 42 مباراة (خلال موسم 1978–79).[35]
- أقل عدد انتصارات في الدوري في موسم واحد: 7 انتصارات في 30 مباراة (خلال موسم 1894–95).[35]

#### هزائم
- أكبر هزيمة: 1-9 ضد برمنغهام سيتي في الدرجة الثانية في 11 ديسمبر 1954.[35]
- أكبر هزيمة في الأنفيلد: 6-0 ضد سندرلاند في الدرجة الأولى في 19 أبريل 1930.[35]
- أكبر هزيمة في كأس الاتحاد الإنجليزي: 0–5 ضد بولتون واندررز في الدور الرابع في 26 يناير 1946.[35]
- أكبر هزيمة في كأس الرابطة الإنجليزية: 3–6 آرسنال في الدور الخامس في 9 يناير 2007.[35]
- أكبر عدد هزائم في الدوري في موسم واحد: 23 هزيمة من 42 مباراة (خلال موسم 1953–54).[35]
- أقل عدد هزائم في موسم: بدون أي هزيمة في موسم 1893–94.[35]

### الأهداف
- أكبر عدد أهداف سجلت في الدوري في موسم واحد: 106 في 30 مباراة (خلال موسم 1895–96، الدرجة الثانية).[5]
- أكبر عدد أهداف سجلت في الدرجة الأولى في موسم واحد: 101 (خلال موسم 2013-2014، الدوري الإنجليزي الممتاز).[5]
- أقل عدد أهداف سجلت في الدوري في موسم واحد: 42 (في 34 مباراة موسم 1901–02، في 42 مباراة موسم 1970–71، الدرجة الأولى).[5]
- أكبر عدد أستقبلت في الدوري في موسم واحد: 97 في 42 مباراة (خلال موسم 1953–54، الدرجة الأولى).[5]
- أقل عدد أستقبلت في الدوري في موسم واحد: 16 في 42 مباراة (خلال موسم 1978–79، الدرجة الأولى).[5]

### النقاط
- أكبر عدد نقاط في موسم واحد:

بنظام نقطتين للفوز: 68 (في 42 مباراة موسم 1978–79، الدرجة الأولى).
بنظام ثلاث نقاط للفوز: 99 (في 38 مباراة موسم 2019–20، البريميرليغ).
- أقل عدد نقاط في موسم واحد:

بنظام نقطتين للفوز: 22 (في 30 مباراة موسم 1894–95، الدرجة الأولى).
بنظام ثلاث نقاط للفوز: 52 (في 38 مباراة موسم 2011–12، البريميرليغ).

### الحضور الجماهيري
- أعلى حضور جماهيري في الدوري: 58,757 (ضد تشيلسي في الدرجة الأولى موسم 1949–50).[39]
- أعلى حضور جماهيري في كأس الرابطة الإنجليزية: 50,880 (ضد نوتينغهام فورست في موسم 1979–80).[39]
- أعلى حضور جماهيري أوروبي: 55,104 (ضد برشلونة في موسم 1975–76).[39]
- أقل حضور جماهيري: 1,000 (ضد لوبورو في الدرجة الثانية في موسم 1895–96).[39][F]
- أقل حضور جماهيري في كأس الاتحاد الإنجليزي: 4,000 (ضد نيوتاون في موسم 1892–93).[39]
- أقل حضور جماهيري في كأس الرابطة الإنجليزية: 9,902 (ضد برينتفورد في موسم 1983–84).[39]
- أقل حضور جماهيري أوروبي: 12,021 (ضد دوندالك في موسم 1982–83).[39]

ليفربول سجل حضور جماهيري وصل إلى 95,446 في مباراة إستعدادية للموسم ضد ملبورن فيكتوري في يوليو 2013 في ملعب ملبورن للكريكيت.